# Alliance Vanille
L'Alliance Vanille est une alliance aérienne dont la création a été annoncée fin mai 2015 et achevée le 21 septembre 2015 à Antananarivo, à Madagascar. Il s'agit d'un accord de coopération encouragé par la Commission de l'océan Indien (COI) entre cinq compagnies du sud-ouest de l'océan Indien, Air Austral, Air Madagascar, Air Mauritius, Air Seychelles et Int'Air Îles pour les Comores.

## Histoire
L'établissement de l'Alliance Vanille est le résultat d'un mouvement de mobilisation de la Commission de l'océan Indien initié en mai 2013 par un symposium international sur le transport aérien dans le sud-ouest de l'océan Indien. À sa suite, en janvier 2014, l'organisation publie un plaidoyer intitulé Les Ailes de l'IndianOcéanie dans lequel est faite la démonstration de l'intérêt d'une approche concertée de ce secteur économique dans la zone.
En juillet 2014, la COI convoque une conférence ministérielle sur le transport aérien et le tourisme aux Seychelles. Y est décidée la création d'un comité des compagnies aériennes et d'un comité des aviations civiles chargés d'identifier les moyens de porter les ambitions manifestées par la COI en la matière. Lorsque est faite l'annonce de la création de l'Alliance Vanille fin mai 2015, Marie-Joseph Malé, alors président-directeur général d'Air Austral, devient le président du premier de ces deux comités.
La cérémonie de signature de l'accord initialement prévue pour le 18 juin 2015 a dû être reportée à cause d'une grève touchant Air Madagascar.
À travers l’Alliance Vanille, Air Austral, Air Madagascar, Air Seychelles, Air Mauritius et Int'Air Iles scellent leur volonté d’amélioration globale de la compétitivité dans l'océan Indien.
Fin 2023, l'alliance reste peu visible et sur le tarmac et dans le ciel – et surtout sur les sites de réservation : les vols à caractère régional sont au moins trois fois plus chers que des vols comparables en Europe, en Amérique du Nord ou en Asie (du sud, du sud-est, de l'est), notamment dû à l'absence d'offres « low-cost ». 
 Int'Air Îles n'est désormais plus opérationnelle, et Air Madagascar s'est renommée en Madagascar Airlines après avoir été menacée d'insolvabilité. Le site web de l'alliance n'existe plus.

## Membres
- Air Austral
- Air Madagascar
- Air Mauritius
- Air Seychelles
- Int'Air Îles (?)